# 3.11 その日、石巻で何が起きたのか〜6枚の壁新聞
『3.11 その日、石巻で何が起きたのか〜6枚の壁新聞』（3.11・そのとき、いしのまきでなにがおきたのか〜6まいのかべしんぶん）は、2012年3月6日に日本テレビ系列にて特別ドキュメンタリードラマとして放映された、単発スペシャルの日本のテレビドラマ。
東日本大震災での『石巻日日新聞』の地震発生直後からの情報発信への闘いをドラマ化したものである。社長役の中村雅俊は石巻市出身であり、モデルとなっている近江弘一社長とは石巻高校の先輩後輩である。

## キャスト
- 平井美智子（石巻日日新聞・報道部デスク）：戸田恵子
- 水沼幸三（石巻日日新聞・記者）：AKIRA（EXILE）
- 横井康彦（石巻日日新聞・記者）：渡部豪太
- 秋山裕宏（石巻日日新聞・記者）：袴田吉彦
- 外処健一（石巻日日新聞・記者）：長嶋一茂
- 熊谷利勝（石巻日日新聞・記者）：桝太一
- 武内宏之（石巻日日新聞・報道部部長）：柄本明
- 近江弘一（石巻日日新聞・社長）：中村雅俊
- 秋山知絵（秋山の妻）：黒谷友香
- 水沼のり子（水沼の母親）：多岐川裕美
- 水沼健一（水沼の父親）：勝野洋
- 外処君男（外処の父親）：市川左團次
- 外処の母親：島ひろ子
- 平井静江（平井の母親）：吉行和子
- 横井の両親：並樹史朗、大沼百合子
- 木村信之（石巻市役所・防災対策課長）：隆大介
- コンビニの店長：永倉大輔
- 東松島市役所職員：森圭介
- 炊き出し活動の地元住民：馬場典子
- 妻を自宅で待つ罹災者：石山雄大
- 自分の車からガソリンを抜く男性：駿河太郎
- 壁新聞を読む少女：鈴木彩美
- 自衛官：工藤秀洋
- 石巻市役所職員：川野桂子
- 消防署職員：米倉友貴
- 佐藤仁哉、上田耕一、大須賀王子、湯浅美和子、笠兼三、神農幸、亀谷さやか、中山峻、あべまみ ほか
- ナレーション：小林清志

## スタッフ
- 監督・プロデュース：近澤駿
- テーマ曲：山下達郎「希望という名の光」（ワーナーミュージック・ジャパン）
- 脚本：青柳祐美子
- 企画原案：角川SSC新書「6枚の壁新聞」
- プロデュース：西川宏一（日テレ）、藤井裕也（日テレアックスオン）、菊池淳夫（東映）、茂呂あゆみ（ローリング）
- 総合プロデューサー・チーフクリエイター：岩間玄
- ロケ協力：取手フィルムコミッション、鶴ヶ島市役所、石巻市役所、東松島市役所　ほか
- 技術協力：だだだ
- 照明協力：キャトル
- 編集・MA：麻布プラザ
- 美術協力：東京美工、大泉美術
- 資料協力：河北新報社、昭文社
- 映像協力：宮城テレビ放送、ニュージアム、石巻ガス
- プロダクション協力：東映東京撮影所
- 製作プロダクション：ローリング
- 製作著作：日テレ